# Jean-Charles Hardouin de Chalon
Jean-Charles Hardouin de Chalon est un homme politique français né le 27 septembre 1740 à Francs (Gironde) et décédé à une date inconnue à Saint-Martin-du-Puy (Gironde).
Capitaine de dragons, il est député de la noblesse aux États généraux de 1789 pour la sénéchaussée de Castelmoron. Partisan de l'Ancien régime, il s'oppose aux réformes.

## Sources
- « Jean-Charles Hardouin de Chalon », dans Adolphe Robert et Gaston Cougny, Dictionnaire des parlementaires français, Edgar Bourloton, 1889-1891 [détail de l’édition]